# Чэнь Юнъянь
Чэнь Юнъя́нь (кит. упр. 陈永妍, пиньинь Chén Yǒngyán, р.19 октября 1962) — китайская гимнастка, призёр Олимпийских игр и чемпионата мира.
Чэнь Юнъянь родилась в 1962 году в Учжоу, Гуанси-Чжуанский автономный район. В 1972 году вошла в сборную автономного района, в 1979 — в национальную сборную. В 1981 году завоевала серебряную медаль чемпионата мира в упражнениях на бревне (и серебряную медаль в составе команды), в 1982 — две золотых и одну серебряную медали Азиатских игр. В 1984 года на Олимпийских играх в Лос-Анджелесе завоевала бронзовую медаль в составе команды.
На многих соревнованиях, где выступала Чэнь Юнъянь, принимал участие и прославленный китайский гимнаст Ли Нин, который был её земляком. В 1993 году они поженились.